# Eiphosoma lopesi
Eiphosoma lopesi là một loài tò vò trong họ Ichneumonidae.